# Познанський Яків Мойсейович
Яків Мойсейович Познанський (при народженні — Яків-Хаїм Мойшевич Познанський; 7 січня 1887, місто Кишинів, тепер Республіка Молдова — розстріляний 10 грудня 1937, Москва) — український радянський діяч, народний комісар соціального забезпечення Української СРР. Член Ревізійної Комісії КП(б)У в квітні 1923 — листопаді 1927 р. Голова Ревізійної Комісії КП(б)У в квітні 1923 — листопаді 1927 року.

## Біографія
Народився в єврейській родині маклера (посередника). Навчався вісім років у ремісничій школі, самостійно здобув середню освіту.
До лютого 1901 року працював посильним в аптеці, робітником теслярської артілі, робітником палітурної майстерні в Кишиневі. У лютому 1901 — березні 1904 року — складач друкарні Френкеля в Кишиневі.
З 1903 по 1904 рік був членом Бунду. Член РСДРП(б) з квітня 1904 року.
З березня по вересень 1904 року вів нелегальну революційну роботу в містах Одесі та Миколаєві.
У вересні 1904 — квітні 1905 року — складач друкарні Фесенка в Одесі. З січня по квітень 1905 року працював в групі пропагандистів, організовував страйки в Одесі. З квітня по жовтень 1905 року вів нелегальну революційну роботу в місті Миколаєві, брав участь в організації підпільної друкарні (партійний псевдонім «Хазяїн»). З жовтня по грудень 1905 року вів нелегальну роботу в місті Одесі, брав участь в організації мітингів та демонстрацій.
У грудні 1905 року заарештований в Миколаєві, до травня 1906 року перебував у миколаївській в'язниці. У травні 1906 року звільнений, переїхав до Одеси, де був відразу ж заарештований і до липня 1906 року перебував в одеській в'язниці. У липні 1906 року засуджений до 6 років заслання в Наримському краї. З липня по листопад 1906 року відбував заслання в селі Колпашево Наримського краю, звідки втік у листопаді 1906 року.
З листопада 1906 по травень 1907 року — на нелегальній партійній роботі в місті Одесі. У травні 1907 — січні 1908 року — організатор підпільної друкарні в містечку Голта Херсонської губернії. З січня 1908 по квітень 1912 року — на нелегальній партійній роботі в місті Одесі. З квітня по вересень 1912 року — на нелегальній партійній роботі в місті Вільно (Вільнюс).
У вересні 1912 — березні 1914 року — репетитор у приватних осіб у містечку Любча Мінської губернії.
З березня 1914 по травень 1915 року — на нелегальній партійній роботі в місті Одесі (партійний псевдонім «Макар»).
У травні 1915 — березні 1917 року — статистик споживчого товариства «Кооперація» в Москві, партійний організатор Московського комітету РСДРП. Виїжджав із партійними дорученнями до міста Катеринослава.
У березні 1917 — березні 1918 року — член президії і секретар Центрального бюро профспілок у Москві. З жовтня по листопад 1917 року — голова Центрального штабу Червоної гвардії міста Москви. Потім — член виконавчого комітету Московської ради.
31 січня — 20 березня 1920 року — голова Городської районної ради міста Москви. 
У червні — жовтні 1920 року — голова Томського губернського революційного комітету. У жовтні 1920 — січні 1921 року — голова виконавчого комітету Томської губернської ради.
З червня 1921 по лютий 1923 року — завідувач організаційного відділу і секретар Південного бюро ВЦРПС.
У серпні (грудні) 1922 — квітні 1924 року — член колегії Народного комісаріату внутрішніх справ Української СРР, начальник Головного управління комунального господарства НКВС УСРР. Одночасно в лютому 1923 — березні 1924 року — заступник народного комісара внутрішніх справ Української СРР. Одночасно — голова правління Всеукраїнського акціонерного будівельного товариства.
У березні 1924 — серпні 1926 року — народний комісар соціального забезпечення Української СРР.
У серпні 1926 — квітні 1927 року — член президії і відповідальний секретар Центральної кооперативної ради в Москві. З 1926 по грудень 1927 року підтримував троцькістську опозицію у ВКП(б).
У квітні 1927 — червні 1928 року — голова правління Книгоспілки СРСР.
У червні 1928 — листопаді 1929 року — голова правління Всесоюзного тютюнового синдикату в Москві.
У листопаді 1929 — листопаді 1930 року — директор центрального інституту харчової і сільськогосподарської промисловості в Москві.
У листопаді 1930 — грудні 1932 року — начальник сектору Крайньої Півночі Народного комісаріату землеробства Російської РФСР.
У грудні 1932 — червні 1935 року — директор науково-дослідного інституту скла в Москві.
У червні 1935 — лютому 1936 року — начальник відділу підготовки кадрів Центрального управління шосейних доріг при Раді народних комісарів СРСР.
У лютому — грудні 1936 року — керуючий об'єднаного видавництва управління збуту об'єднаного науково-технічного видавництва СРСР.
З грудня 1936 по липень 1937 року — економіст-плановик Книготоргового об'єднання всесоюзного об'єднання державних видавництв у Москві.
26 липня 1937 року заарештований органами НКВС. 10 грудня 1937 року засуджений до страти, того ж дня розстріляний.
Посмертно реабілітований 11 вересня 1960 року.